# Steve Collins
Steve Collins (* 13. března 1964 Thunder Bay) je bývalý kanadský skokan na lyžích. Pochází z indiánského kmene Odžibvejů. Byl známý svým originálním stylem skoku zvaným „delta“, při kterém držel špičky lyží u sebe, zatímco paty co nejdále od sebe.
Ve Světovém poháru debutoval v prosinci 1979 a hned v prvním závodě v Cortině d’Ampezzo se umístil v první desítce. V roce 1980 se stal juniorským mistrem světa, startoval na olympiádě 1980, kde skončil na velkém můstku devátý. Na můstku Salpausselkä v Lahti se stal 9. března 1980 vítězem závodu Světového poháru. Podařilo se mu to ještě před šestnáctými narozeninami a drží rekord historicky nejmladšího vítěze ve Světovém poháru. V celkovém pořadí Světového poháru 1979/80 skončil na dvanáctém místě. Sezónu zakončil vítězstvím na Týdnu letů na lyžích, který se konal na nově otevřeném Čerťáku v Harrachově, přičemž skočil svůj osobní rekord 172 metrů. Na tento úspěšný vstup mezi skokanskou elitu však nedokázal navázat kvůli potížím se životosprávou.
V prosinci 1980 vytvořil světový rekord na velkém můstku, když skočil 128,5 metru. V roce 1981 byl třetí na MS juniorů, poté byl třetí v závodě SP na domácím můstku v Thunder Bay. Na seniorském mistrovství světa v klasickém lyžování 1982 byl dvacátý první v individuálním závodě a s kanadským družstvem obsadil páté místo. Na olympiádě 1984 vybojoval 25. místo na středním a 36. místo na velkém můstku. V prosinci 1985 získal v Lake Placid své poslední umístění na stupních vítězů ve Světovém poháru, když byl třetí. Na olympiádě 1988, konané v Kanadě, byl třináctý na středním, třicátý pátý na velkém můstku a devátý v soutěži družstev.